# 大山唯
大山 唯（おおやま ゆい、1992年1月23日 - ）は、日本の元プロ野球選手（内野手）、監督。
愛称（ニックネーム）は「おーちゃん」。

## 経歴
小学校時代は入間川ベアーズ、中学時代は、狭山リトルシニアでプレーをし、高校時代と大学時代は、それぞれ花咲徳栄高校及び尚美学園大学の女子硬式野球のチームでプレーしていた。
2014年、ノース・レイアに入団。プロ1年目からレギュラーの座を掴むと、瞬く間に中軸打者にのし上がり、全試合に出場。リーグ5位の打率.359・同4位タイの33安打・同1位タイの17四球を記録し、非凡なバッティング技術を発揮して同年の最優秀新人賞に選出された。また、一塁手部門でベストナインにも選出され、ルーキーながらリーグを代表する選手の1人として大活躍した。
2015年は埼玉アストライアに移籍してプレーしていたが、後期シーズンから兵庫ディオーネに移籍した。この年は計52試合に出場し、打率.407・66安打・出塁率.479・20打点という好成績をマーク。首位打者・最多安打・最高出塁率の3タイトルに加え、塁打数と長打率でもリーグ1位となった。また、規定打席に到達した選手の中では最小の3三振に留めた。この大活躍が評価され、2年連続で一塁手のベストナインに選出され、また打者部門の角谷賞 (MVP) にも選出された。
2016年は、あと1本に迫っていた通算100安打を達成した。また、4月16日の試合ではプロ初本塁打を放った。10月15日に現役を引退。
2017年から埼玉アストライアのチーフコーチとなる。
2019年埼玉アストライア監督に昇格。同年限りで退団。
野球引退後は某テーマパークキャストとして働いていた。現在は退職している。

## プレースタイル・人物

### プレースタイル
2016年開幕時点で24歳と若いながら、2年のキャリアで数々のタイトルを獲得している、JWBLを代表する強打者である。特にミート力は傑出しており、2015年シーズン終了時点で通算打率.390、通算85試合で僅か5三振しか喫していない。また、ディフェンス面でも安定した守備力を持つ。

### 人物・エピソード
- 自身のブログは「飛躍」という言葉で締めくくる事が多い。
- 実家で「ロコ」という名の犬を飼っている[10]。ロコは、ブログにもよく登場する。
- 読売ジャイアンツの阿部慎之助と対談した経験があり、その際に調子を維持する方法についてのアドバイスをもらっている[11]。
- 同級生でありチームメイトでもある川口亜祐美・佐伯千夏と仲が良く[12]、ブログでも度々エピソードが紹介されている。
- 音楽を聴くのが好きであり、好きな歌手として西野カナの名を挙げている[13]。実際2016年には、自身の登場曲に西野カナの「Love you, Miss you」をセレクトしている[7]。

## 詳細情報

### 年度別打撃成績
| 年 度             | 球 団                     | 試 合 | 打 席 | 打 数 | 得 点 | 安 打 | 二 塁 打 | 三 塁 打 | 本 塁 打 | 塁 打 | 打 点 | 盗 塁 | 盗 塁 死 | 犠 打 | 犠 飛 | 四 球 | 敬 遠 | 死 球 | 三 振 | 併 殺 打 | 打 率 | 出 塁 率 | 長 打 率 | O P S |
| ----------------- | ------------------------- | ----- | ----- | ----- | ----- | ----- | -------- | -------- | -------- | ----- | ----- | ----- | -------- | ----- | ----- | ----- | ----- | ----- | ----- | -------- | ----- | -------- | -------- | ----- |
| 2014              | レイア                    | 33    | 113   | 92    | 15    | 33    | 7        | 1        | 0        | 42    | 5     | 4     | 3        | 1     | 0     | 17    | -     | 3     | 2     | 2        | .359  | .473     | .457     | .930  |
| 2015              | アストライア → ディオーネ | 52    | 189   | 162   | 27    | 66    | 9        | 3        | 0        | 81    | 20    | 7     | 4        | 3     | 1     | 18    | -     | 5     | 3     | 2        | .407  | .479     | .500     | .979  |
| 2016              | ディオーネ                | 36    | 138   | 108   | 26    | 44    | 7        | 0        | 1        | 54    | 22    | 3     | 2        | 0     | 3     | 23    | -     | 4     | 4     | 2        | .407  | .515     | .500     | 1.015 |
| 女子プロ野球：3年 | 女子プロ野球：3年         | 121   | 440   | 362   | 68    | 143   | 23       | 4        | 1        | 177   | 47    | 14    | 9        | 4     | 4     | 58    | -     | 12    | 9     | 6        | .395  | .489     | .489     | .978  |

- 「-」は記録なし。
- 太字はリーグ1位。
- 2015年は、チーム別成績は不詳。

### 背番号
- 3 （2014年 - 2016年）
- 52 （2017年 - 2019年）